# Paul Langacker
Paul Langacker (* 14. Juli 1946 in Evanston (Illinois))  ist ein US-amerikanischer theoretischer Teilchenphysiker (Phänomenologische Teilchenphysik).
Langacker studierte Physik am Massachusetts Institute of Technology mit dem Bachelor-Abschluss 1968 und an der University of California, Berkeley, mit dem Master-Abschluss 1969 und der Promotion 1972. Als Post-Doktorand war er an der Rockefeller University und der University of Pennsylvania, an der er 1975 Assistant Professor, 1981 Associate Professor und 1985 Professor wurde. Von 1993 bis 1998 war er dort William Smith Term Professor für Physik. 2006 wurde er emeritiert. Von 1996 bis 2001 stand er dort der Abteilung Physik und Astronomie vor. Von 2011 bis 2018 war er Senior Scientist und Lecturer an der Princeton University.
Er befasst sich mit theoretischer Elementarteilchenphysik, insbesondere Präzisionstests des Standardmodells und Suche nach neuer Physik jenseits des Standardmodells (minimale Supersymmetrie und Superstrings, zum Beispiel zusätzliche Eichbosonen (schwere Z-Bosonen), erweiterte Higgs- und Neutralino-Sektoren, exotische Fermionen mit schwachen Wechselwirkungen, die nicht aus dem Standardmodell kommen), wobei er globale Analysen vieler Experimente anstellt, Einschränkungen für neue Physik ableitet und in den experimentellen Daten sucht, Teilchenphysik-Experimente vorschlägt für spezielle Suchen zum Beispiel nach Verletzung fundamentaler Symmetrien und allgemein nach neuer Physik und indem er kosmologische Implikationen von Theorien der Teilchenphysik berechnet. Er befasste sich mit chiraler Symmetrie und Bruch dieser Symmetrie, theoretischen Modellen für Neutrinomassen und deren Herkunft, GUTs, möglichst realistische Superstring-Kompaktifizierungen.
1987/88 erhielt er einen Humboldt-Forschungspreis, mit der er am DESY in Hamburg war. 2005 war er Fermilab Frontier Fellow und 2001 Keck Distinguished Visiting Professor am Institute for Advanced Study, an dem er von 2006 bis 2019 häufig Gastwissenschaftler bzw. Mitglied war. 2006 hielt er die Primakoff Lecture an der University of Pennsylvania. Er ist Mitglied der American Association for the Advancement of Science (1992) und Fellow der American Physical Society (1987).

## Schriften
Bücher:
- The Standard Model and Beyond, CRC Press, New York, 2009, 2. Auflage 2017
- Can the Laws of Physics be Unified ?, Princeton University Press, 2017

Als Herausgeber:
- mit H. A. Weldon, Paul J. Steinhardt: Fourth Workshop on Grand Unification, Birkhäuser 1983
- mit M. Cvetic: Testing the Standard Model, Proceedings of TASI-90, World Scientific, Singapur 1991
- Precision Tests of the Standard Electroweak Model, World Scientific, Singapur, 1995
- mit M. Cvetic: SUSY ’97, Proceedings of the Fifth International Conference on Supersymmetries in Physics, Nucl. Phys. B (Proc. Suppl.), Band 62, 1998
- Neutrinos in Physics and Astrophysics: From {\displaystyle 10^{-33}} to {\displaystyle 10^{28}} cm, Proceedings of TASI-98,  World Scientific, Singapur, 2000

Einige Aufsätze bzw. Übersichtsartikel:
- mit Heinz Pagels: Light Quark Mass Spectrum in Quantum Chromodynamics, Phys. Rev. D, Band 19, 1979, S.  2070–2079.
- mit S.-Y. Pi: Magnetic Monopoles in Grand Unified Theories, Phys. Rev. Lett., Band 45, 1980, S. 1–4
- Grand Unified Theories and Proton Decay, Physics Reports, Band 72, 1981, S. 185–385
- mit A. K. Mann: Unification of Two Fundamental Forces,. Physics Today, Band 42, 1989, Nr. 12, S. 22
- mit M. Luo, A. K. Mann: High Precision Electroweak Experiments: A Global Search for New Physics Beyond the Standard Model,  Rev. Mod. Phys., Band 64, 1992, S. 87
- mit J. Erler: Elektroweak Physics, Acta Physica Polonica B, Band  39, 2008, S. 2595, Arxiv
- Neutrino Masses from the Top Down, Ann. Rev. Nucl. Part. Sci., Band 62, 2012, S. 215, Arxiv
- Grand Unification, Scholarpedia 2012
- mit J. Halvorsen: TASI Lectures on Remnants from the String Landscape, in: TASI 2017, Arxiv
- mit Mary K. Gaillard: Constructing the Theory of the Standard Model, Physics Today, Band 72, 2019, Heft 2, S. 52